# 涂茨镇
涂茨镇，是中华人民共和国浙江省宁波市象山县下辖的一个乡镇级行政单位。

## 行政区划
涂茨镇下辖以下地区：
金鸡社区、涂茨村、屿岙村、黄沙村、汤岙村、新塘村、钱仓村、大坦村、里庵村、东港村、长沙村、中堡村、前山姚村、大岭后村、毛湾村、玉泉村、永联村、庵后村、珠山村、泊戈洋村、下盆岙村和旭拱岙村。